# جاسوس (مجموعه تلویزیونی)
جاسوس (انگلیسی: The Spy) یک مینی‌سریال انگلیسی‌زبان محصول کشور فرانسه است که توسط جدعون راف، کارگردان و نویسندهٔ اسرائیلی ساخته شده‌است و دربارهٔ زندگی جاسوس برجستهٔ موساد، الی کوهن در سوریه است که نقش وی را ساشا بارون کوهن بازی می‌کند. این مجموعهٔ تلویزیونی محصول شرکت فرانسوی لجند فیلمز برای کانال + شبکه 1 و نت‌فلیکس است که شرکت اوسی‌اس نمایش آن در فرانسه را برعهده داشت و نتفلیکس این مجموعهٔ تلویزیونی را در سطح بین‌المللی پخش کرد. این مینی‌سریال ۶ قسمتی در ۶ سپتامبر ۲۰۱۹ میلادی در نت‌فلیکس پخش شد و اتفاقات آن براساس رویدادهای واقعی است که از کتاب جاسوسی که اهل اسرائیل بود (به فرانسوی: L'espion qui venait d'Israël) نوشتهٔ آوری دان و یشایاهو بن پورات الهام گرفته شده‌است.

## داستان
این مینی‌سریال، داستان زندگی واقعی الی کوهن، جاسوس موساد را بازگو می‌کند. داستان به سال‌های پیش از درگیری اسرائیل و سوریه در ۱۹۶۷ میلادی بازمی‌گردد. الی کوهن تحت پوشش «کامل امین ثابت» بازرگان اهل سوریه در حوزهٔ حمل و نقل دریایی از طریق آرژانتین به سوریه می‌رود و کم‌کم با استفاده از روابط شخصی و آشنایانی که پیدا می‌کند، به دولت سوریه وارد می‌شود و تا سمت مشاور امین الحافظ، نخست‌وزیر پیش رفت.

## بازیگران
- ساشا بارون کوهن در نقش الی کوهن[۳]
- هدر راتزون-روتم در نقش نادیا کوهن، همسر الی
- یائل ایتن در نقش مایا
- نوآ امریک در نقش دان پلگ[۶]
- نسیم سی احمد در نقش معازی ظاهر الدین
- مونی موشونوو در نقش جیکوب شیمونی
- الونا تال در نقش جولیا اشنایدر
- مراد زائویی در نقش بنی
- الکساندر صدیق[۷] در نقش احمد سویدانی
- مارک مائوریله در نقش گروهبان ارتش اسرائیل[۸]
- ولید زعیتر در نقش سرهنگ امین الحافظ
- آریه الماله در نقش میشل عفلق
- حسام غانسی در نقش سرهنگ سلیم حاطوم
- آوری گاوریل در نقش شیخ مجید الأرد
- تیم سیفی در نقش محمد بن لادن
- سعاد فارس در نقش سوفیا کوهن (مادر الی)

## قسمت‌ها
| شم. | عنوان                 | کارگردان  | نویسنده             | تاریخ پخش اصلی |
| --- | --------------------- | --------- | ------------------- | -------------- |
| ۱   | «مهاجر»               | جدعون راف | جدعون راف           | ۶ سپتامبر ۲۰۱۹ |
| ۲   | «چه خبر، بوینس آیرس؟» | جدعون راف | جدعون راف           | ۶ سپتامبر ۲۰۱۹ |
| ۳   | «تنها در دمشق»        | جدعون راف | جدعون راف           | ۶ سپتامبر ۲۰۱۹ |
| ۴   | «زوج‌های عجیب»         | جدعون راف | جدعون راف و مکس پری | ۶ سپتامبر ۲۰۱۹ |
| ۵   | «Fish Gotta Swim»     | جدعون راف | جدعون راف و مکس پری | ۶ سپتامبر ۲۰۱۹ |
| ۶   | «خانه»                | جدعون راف | جدعون راف و مکس پری | ۶ سپتامبر ۲۰۱۹ |

## بازخوردها
در وبگاه راتن تومیتوز، این مینی‌سریال براساس ۲۳ بازخورد، امتیاز ۸۳٪ را دارد که میانگین امتیاز آن ۶٫۹۳ از ۱۰ است. در متاکریتیک نیز امتیاز این سریال ۷۳ از ۱۰۰ است که بر اساس ۹ نقد ثبت شده‌است.